# Karatale
Karatale, talerzyki indyjskie – tradycyjny instrument perkusyjny w Indiach. Składa się z pary lekkich blaszanych talerzyków o nieokreślonej wysokości brzmienia połączonych sznurkiem, lub z oddzielnymi uchwytami na palce. Średnica talerzyków ok. 8 cm. Brzmienie metaliczne, jasne i dosyć ciche.
Karatale wykorzystywane są do grania prostych rytmów anapestycznych (||- ||-) przez mnichów Hare Kryszna podczas ulicznych śpiewów i tańców z bębnem mridangą.